# Tsjecho-Slowakije op de Olympische Zomerspelen 1936
Tsjecho-Slowakije nam deel aan de Olympische Zomerspelen 1936 in Berlijn, Duitsland. Met drie gouden medailles waren het de meest succesvolle spelen tot dan toe. Op 1 januari 1993 volgde een (vreedzame) opdeling in Tsjechië en Slowakije.

## Medailles

### 1Goud
- Jan Brzák-Felix en Vladimír Syrovátka — Kanoën, mannen c2 1.000m Canadees paar
- Václav Mottl en Zdeněk Škrlant — Kanoën, mannen c2 10.000m Canadees paar
- Alois Hudec — Turnen, mannen ringen

### 2Zilver
- Bohuslav Karlík — Kanoën, mannen c1 1.000m Canadees enkel
- Marie Bajerová, Vlasta Dekanová, Bozena Dobesová, Vlasta Foltová, Anna Hrebinová, Matylda Pálfyová, Zdenka Vermirovská en Marie Vetrovská — Turnen, vrouwen team meerkamp
- Václav Psenicka — Gewichtheffen, mannen zwaargewicht
- Jozef Herda — worstelen, mannen Grieks-Romeins lichtgewicht
- Josef Klapuch — worstelen, mannen vrije stijl zwaargewicht

Afghanistan · Argentinië · Australië · België · Bermuda · Bolivia · Brazilië · Brits-Indië · Bulgarije · Canada · Chili · Colombia · Costa Rica · Denemarken · Duitsland · Egypte · Estland · Filipijnen · Finland · Frankrijk · Griekenland · Groot-Brittannië · Hongarije · IJsland · Italië · Japan · Joegoslavië · Letland · Liechtenstein · Luxemburg · Malta · Mexico · Monaco · Nederland · Nieuw-Zeeland · Noorwegen · Oostenrijk · Peru · Polen · Portugal · Republiek China · Roemenië · Tsjecho-Slowakije · Turkije · Uruguay · Verenigde Staten · Zuid-Afrika · Zweden · Zwitserland